# هانس بيك
هانس بيك (بالنرويجية: Hans Beck)‏ (و. 1911 – 1996 م) هو متزلج قفز نرويجي، ولد في كونغسبرغ، شارك في الألعاب الأولمبية الشتوية 1932، وقفز تزلجي في الألعاب الأولمبية الشتوية 1932 ‏، توفي في أوسلو، عن عمر يناهز 85 عاماً.

## روابط خارجية
- هانس بيك على موقع الاتحاد الدولي للتزلج (القفز التزلجي) (الإنجليزية)
- هانس بيك على موقع أوليمبيديا (الإنجليزية)